# Psammoecus vittifer
Psammoecus vittifer es una especie de coleóptero de la familia Silvanidae.

## Distribución geográfica
Habita en Australia.